# Жёлтый Яр (Одесская область)
Жёлтый Яр (укр. Жовтий Яр; рум. Sărăria) — село в Татарбунарском районе Одесской области Украины. Расположено на берегу лимана Алибей.

## История
Село это знаменито, в частности, тем, что 17 декабря 1821 года деревню Сарьяры (что и означает Жёлтый Яр, в переводе с татарского) посетил А. С. Пушкин В 1891 году здесь была открыта церковно-приходская школа.
В 1945 г. Указом ПВС УССР село Сарьяры переименовано в Желтый Яр.